# Lachnomyrmex haskinsi
Lachnomyrmex haskinsi är en myrart som beskrevs av Smith 1944. Lachnomyrmex haskinsi ingår i släktet Lachnomyrmex och familjen myror. Inga underarter finns listade i Catalogue of Life.